# Condylostylus detegendus
Condylostylus detegendus är en tvåvingeart som beskrevs av Octave Parent 1935. Condylostylus detegendus ingår i släktet Condylostylus och familjen styltflugor.
Artens utbredningsområde är Ecuador. Inga underarter finns listade i Catalogue of Life.